# مارگارت هلن هارپر
مارگارت هلن هارپر (به انگلیسی: Margaret Helen Harper)  (۹ فوریه ۱۹۱۹ –۱۳ اکتبر ۲۰۱۴) یک برنامه‌نویس کامپیوتری آمریکایی بود که با گریس هاپر در رمینگتون رند همکاری کرد تا یکی از اولین کامپایلرهای رایانه ای را توسعه دهد. هارپر در میشیگان متولد شد، اما بیشتر زندگی خود را در پنسیلوانیا گذراند. او در کالج ولزلی تحصیل کرد و در سال ۱۹۴۰ از دانشگاه پنسیلوانیا فارغ‌التحصیل شد. او ابتدا به عنوان برنامه‌نویس و سپس به عنوان استاد کار کرد.

## سنین جوانی و تحصیل
هارپر در میشیگان متولد شد، اما در پنسیلوانیا بزرگ شد. والدین او پل هارپر (متولد ۱۸۹۲) و کاترین هارپر (متولد ۱۸۹۳) بودند. پل در یک نمایندگی خودرو کار می‌کرد و کاترین یک موسیقیدان و مادر خانه‌دار بود. مارگارت یک برادر کوچکتر به نام ریچارد ایروینگ هارپر (۱۳ مارس ۱۹۲۷ - نوامبر ۱۹۷۷) داشت. مارگارت در دوران کودکی در تحصیلاتش تشویق می شد، اما او ابراز تاسف کرد که خیلی هنرمند نیست. مارگارت قبل از دوران کالج خود در مدارس دولتی و خصوصی تحصیل می‌کرد. درباره تحصیلات او در کالج، مارگارت ابتدا در کالج ولزلی تحصیل کرد، اما بعد از آن به دانشگاه پنسیلوانیا  منتقل شد. مارگارت در ورزش فعال بود و در تیم هاکی زنان ولسی و دانشگاه پنسیلوانیا بازی می‌کرد. مارگارت در سال ۱۹۴۰ با مدرک لیسانس شیمی از دانشگاه پنسیلوانیا فارغ‌التحصیل شد.

## حرفه
مشخص نیست که چگونه هارپر به حرفهٔ علوم کامپیوتر راه یافته‌است، اما در دهه ۱۹۵۰ او به عنوان توسعه‌دهنده کار می‌کرد.
علوم کامپیوتر به‌طور کلی یک رشته مشارکتیست و روند توسعه آن در اواخر دهه ۱۹۴۰ و اوایل ۱۹۵۰ از این لحاظ تغییری نکرد. در اوایل دهه ۱۹۵۰ هنگامی که گریس هاپر در حال توسعه اولین کامپایلرها بود هارپر و ریچارد کی ریدگوی به او کمک می کردند. هاپر حتی اظهار داشت که «این پروژه به صورت گروهی انجام می‌شود و این گزارش بدون ذکر اعضاء آن منتشر نمی‌شود؛ اعضایی که مسئولین اصلی دستیابی به این نتایج هستند.» علت مهم بودن این مطلب این است که بسیاری از مشارکت هارپر تحت تأثیر شهرت اثر ماتیلدا گریس هاپر قرار گرفته‌است. در سال ۱۹۵۲، هارپر، ریدگوی و هاپر همگی به روی پروژهٔ Remington Rand در مجموعه کامپایلرهای A برای سیستم UNIVAC کار می‌کردند. به ویژه، هارپر و ریدگوی کتابچه راهنمای آن را تهیه کرده و بر روی کامپایلر A-2 کار کردند.
هارپر همچنین مقالهٔ خود که نام آن «زیر روال‌ها: بلوک‌های از پیش ساخته شده برای ساختمان» می باشد را در شماره مارس ۱۹۵۴ در کامپیوترها و اتوماسیون منتشر کرد. در مقاله خود، هارپر شروع می‌کند و می‌گوید که چگونه یک برنامه‌نویس دهه ۱۹۵۰ در اصل شبیه یک «ساکن در آمریکا» بوده‌است به این صورت که باید هر قسمت از خانه خود را با دست بسازد، درست تا پایه‌هایی که خانه را در کنار هم نگه داشته‌اند! وی با اشاره به اینکه زمانه تغییر کرده‌است، ادامه داد و گفت اکنون برنامه نویسان نه با گیره‌های خوب خانه بلکه با استفاده از ابزار و ایده‌هایی که دیگران در گذشته کشف کرده‌اند، کار می‌کنند. او بر اهمیت زیر روالها در برنامه‌نویسی رایانه تأکید می‌کند - این ایده که کارهای بزرگتر را می‌توان به بخشهای کوچکتر (فرعی) تقسیم کرد - اما در ادامه خاطرنشان می‌کند که "نبود یک کامپایلر [برای زیر روالها] به این معنی است که زیر روالها کدگذاری شده‌اند و فقط در یک قسمت ثابت از حافظهٔ کامپیوتر کار می‌کنند. " این مسئله مشکل ساز بود، زیرا به این معنی بود که استفاده مجدد از بسیاری کدها به سادگی امکان‌پذیر نیست. رایانه‌هایی که امروزه می‌شناسیم (در دهه ۲۰۰۰) بدون این کد قابل استفاده مجدد نمی‌توانند کار کنند. اما در سال ۱۹۵۴ هارپر بصیرت داشت و می‌پرسید: "اگر می‌توان روسی را به انگلیسی ترجمه کرد … چرا یک کامپیوتر را به دیگری کد ندهید؟" این موضوع اصلی در ایدهٔ طراحی و پیاده‌سازی کامپایلر بود. اگرچه هارپر کامپایلر را اختراع نکرد، اما او عضو یکی از اولین تیم‌های دانشمندان بود که اولین کامپایلرها را تصویرسازی کرد و ساخت. New Scientist از ۱۷ سپتامبر ۱۹۸۷ اظهار داشت که یکی از اولین افرادی که کامپایلرهای جدید را پیاده کرد، هارپر بود.

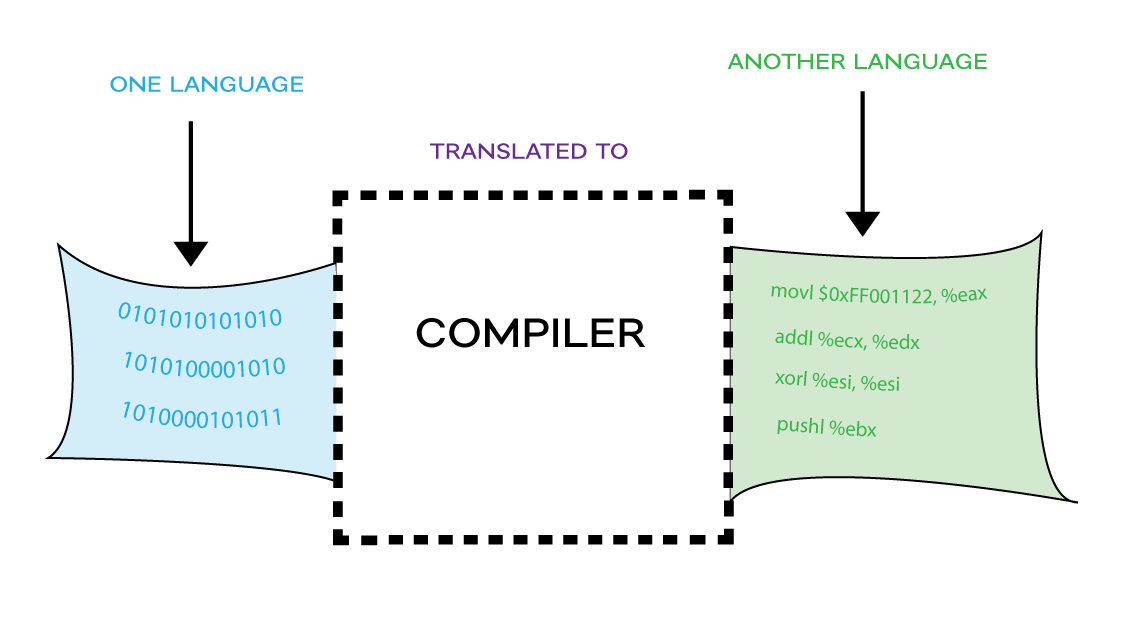
ایده اولیه یک کامپایلر

پس از پایان کار هارپر با هاپر و ریجوی به روی رمینگتون رند، او در دهه ۱۹۶۰ به عنوان تحلیلگر برنامه‌نویسی در شرکت Auerbach ادامه داد. هارپر از جمله کسانی بود که نامش در لیست کسانی که در زمینه کامپیوتر فعال بودند(۱۹۶۴–۱۹۶۳) و همچنین کسانی که در کامپیوتر و پردازش داده فعال بودند(۱۹۷۱) ذکر شده‌است. پس از کار در Auerbach، او در دانشگاه پنسیلوانیا مشغول به تدریس شد و بعدها بازنشسته شد.
او در سال ۲۰۱۴ در سن ۹۵ سالگی در پنسیلوانیا درگذشت.

### استناد
1. 1 2 3 4 5  "Ancestry® | Genealogy, Family Trees & Family History Records". www.ancestry.com. Retrieved 2020-10-28.
2. 1 2  "Alumnae Memorials | Wellesley Magazine". magazine.wellesley.edu. Retrieved 2020-11-05.
3. 1 2 3 4 5 6 7 8
4. 1 2 3 4  "University of Pennsylvania Women's Yearbook, 1940" (PDF). archives.upenn.edu. 1940.
5. ↑  "Richard Harper - November 1977 - Obituary - Tributes.com". www.tributes.com. Retrieved 2020-11-09.
6. ↑  "The Wellesley Legenda 1937 | Wellesley College Digital Collections". repository.wellesley.edu. Retrieved 2020-11-09.
7. 1 2  Who's Who in the Computer Field. 1963-64 — Newtonville, Mass. : Berkeley Enterprises. pp. 93.
8. 1 2 3  Who's Who in Computers and Data Processing. vol. 1, 1971 — Chicago: Quadrangle Books. pp. 85.
9. ↑  "Richard K Ridgway - Home". dl.acm.org (به انگلیسی). Retrieved 2020-11-09.
10. 1 2  Symposium on Automatic Programming for Digital Computers by the Navy Mathematical Computing Advisory Panel — Published by Office of Naval Research, Department of the Navy, Washington D.C. , May 13-14, 1954. pp.15-21.
11. 1 2 3 4 5  Harper, Margaret H. "Subroutines: Prefabricated Blocks for Building" Computers and Automation, vol. 3, no. 3, March 3, 1954, pp. 14-15.
12. ↑  Nofre, D. , Priestley, M. , & Alberts, G. "When Technology Became Language: The Origins of the Linguistic Conception of Computer Programming, 1950-1960." Technology and Culture, vol. 55, no. 1, January 2014, pp. 48.
13. ↑  Stein, Dorothy (17 September 1987). "Sex and the COBOL Cabal". New Scientist. 115 (1578): 79.